# Ectendomeliola
Ectendomeliola — рід грибів родини Meliolaceae. Назва вперше опублікована 2006 року.

## Класифікація
До роду Ectendomeliola відносять 2 види:
- Ectendomeliola otonephelii
- Ectendomeliola walsurae